# T.A.T.u.
Pour les articles homonymes, voir Tatu.
 (mars 2014).
 (août 2019).
t.A.T.u. (russe : Тату ; contraction de Ta Lyubit Tu, signifiant littéralement « celle-ci qui aime celle-là ») est un duo pop russe composé de Julia Volkova et de Lena Katina. Les deux chanteuses ont débuté leur carrière en 1991 comme membres du groupe d'enfants Neposedy (en) avant la formation du groupe en 1999 sous la direction du producteur et réalisateur Ivan Chapovalov. En douze ans d'activité, t.A.T.u. est devenu le groupe pop russe le plus acclamé de tous les temps. Durant leurs performances, Volkova et Katina se font souvent remarquer en s'embrassant sur la bouche de manière provocante, habillées en lolitas. Elles nient cependant être lesbiennes.
Les deux Moscovites commercialisent leur premier single intitulé All the Things She Said et acquièrent une grande notoriété en se hissant à la première place dans plusieurs pays européens. Leur premier album, 200 km/h in the Wrong Lane, est l'album le plus vendu du duo.
En 2003, t.A.T.u. représente la Russie au concours de l'Eurovision à Riga, en Lettonie, avec la chanson Ne Ver', Ne Boysia, et se classe troisième sur vingt-six.
À la mi-2005, t.A.T.u. sort le single All About Us, également un succès. En octobre 2005, le duo sort son deuxième album en anglais, Dangerous and Moving, et son deuxième en russe, Lioudi invalidy. Puis, en 2006, il publie son premier best-of intitulé The Best of t.A.T.u., tandis que les deux chanteuses annoncent quitter la maison de disques Universal Music.
t.A.T.u. commercialise son troisième album russe Vessiolyïe oulybki en 2008 et Waste Management en décembre 2009 sur CD. En mars 2011, le duo annonce sa séparation et les deux chanteuses entament des carrières solo. En récompense pour ses douze ans de carrière, t.A.T.u. reçoit un prix Légende MTV.

## Historique

### Formation
Ivan Chapovalov et son ami et partenaire d'affaires Aleksandr Voïtinski élaborent des plans pour créer un projet musical en Russie. Avec cette idée en tête, Chapovalov et Voïtinski organisent des auditions à Moscou pour chanteuses adolescentes au début de l'année 1999. À la fin de l'audition, les partenaires ont du mal à départager dix filles pour deux places, y compris les participantes qui finalement deviendront les t.A.T.u., Lena Katina et Julia Volkova. Au moment des auditions, Katina et Volkova se connaissaient déjà et se distinguent des autres, en particulier en raison de leur apparence et de leur technique vocale. Les producteurs choisissent d'abord Lena Katina qui n'a que quatorze ans à l'époque et qui chante durant le casting le titre It Must Have Been Love de Roxette. Elle commence des enregistrements de démos, y compris Yougoslavia, une chanson de protestation contre l'intervention de l'OTAN en Yougoslavie,. Après cela, Chapovalov insiste sur le fait qu'une autre fille doit être ajoutée au projet : ainsi, fin 1999, Julia Volkova est ajoutée.
Ayant constitué leur duo, les producteurs décident de nommer le groupe Тату (« Tatu »). Sonnant comme le mot « tatouage » en anglais, c'est aussi une abréviation de l'expression russe « Эта девушка любит ту девушку  » (Eta devushka lyubit tu devushku), signifiant « Celle-ci qui aime celle-là ». Pour la sortie du premier album en anglais, ils ont l'idée de changer le nom du groupe par t.A.T.u., utilisant des majuscules et des points pour se distinguer d'un groupe australien homonyme. Au cours de l'année suivante, Katina et Volkova enregistrent des chansons avec leurs producteurs avant que Voïtinski ne quitte le projet. Chapovalov décide alors de signer Elena Kiper en tant que coproducteur et co-auteur pour le premier album. Les producteurs demandent aussi l'aide de Trevor Horn pour écrire la version universelle de Ia sochla s ouma, le premier tube du groupe. Trevor Horn contribue à écrire la chanson la plus mémorable de t.A.T.u., All the Things She Said, et aide à produire l'album 200 km/h in the Wrong Lane.

### Concept et célébrité internationale
La célébrité du groupe est en partie due à la mise en scène d'une relation homosexuelle entre les deux chanteuses dans les clips et les prestations scéniques, notamment pour la chanson Ia sochla s ouma (littéralement « J’ai perdu l’esprit » : le titre anglais, All the Things She Said, signifie « Toutes les choses qu'elle a dites ») de leur premier album. L’apparence des deux jeunes chanteuses est conçue pour évoquer deux lycéennes scolarisées dans une institution : chemises et chaussettes blanches, cravates sombres, jupes courtes plissées. Le groupe fait l’objet d’une promotion fortement axée sur la provocation, qui s'est traduire par la censure dans leur premier clip de la scène où les deux chanteuses s’embrassent (cas de la chaîne M6, en France, lors de certaines diffusions). Pour autant, les deux jeunes femmes avaient nié être ensemble ou dans une relation : 3 ans après la sortie du single, Volkova annonce être enceinte et Julia affirme notamment, lors d'une interview à la télévision russe en 2014, qu'elle ne « supporterait pas d'avoir un fils gay », contrairement à son amie Lena qui se prononce à multiples reprises en faveur des droits des personnes LGBTQIA+.

### 200 po vstretchnoïet200 km/h in the Wrong Lane(2000–2003)
Le premier single, achevé à l'automne 2000 et distribué à partir de décembre, intitulé Ia sochla s ouma (plus tard traduit en anglais par All the Things She Said), est vendu à cinq millions d'exemplaires dans le monde[source insuffisante]. La chanson, qui décrit la crise existentielle d'une jeune fille qui en aime une autre, constituera dans sa future version anglaise, intitulée All the Things She Said, le plus grand succès du groupe.
Le premier album, 200 po vstretchnoï, est publié le 21 mai 2001. Le deuxième single s'intitule Nas ne dogoniat et est publié uniquement sous forme de clip plutôt que comme CD single traditionnel. Une version de promotion intitulée Ia sochla s ouma / Nas ne dogoniat est cependant distribuée exclusivement en Pologne. Celui-ci est suivi par le troisième single, 30 Minutes, lui aussi uniquement sous forme de clip. La version anglaise de l'album est publiée en 2002 et intitulée 200 km/h in the Wrong Lane. Le premier single de cet album est All the Things She Said, commercialisé en octobre 2002, suivi de Not Gonna Get Us, commercialisé en mai 2003. Toujours en mai 2003, Ivan Chapovalov est arrêté après avoir filmé une partie du clip sur la Place Rouge à Moscou alors que sa demande de tournage a été refusée,. Chapovalov filme aussi à Londres près de Big Ben et dans diverses autres localités. Les images sont utilisées plus tard pour le clip de la chanson Show Me Love, distribuée physiquement uniquement en Pologne.
30 Minutes connaît d'abord une sortie promotionnelle : il est alors le seul single officiel distribué au Royaume-Uni. Un clip est réalisé après sa sortie. Le quatrième single de l'album How Soon Is Now? est une reprise d'une chanson du groupe The Smiths et constitue le dernier single de l'album, publié dans le monde entier.
Les chanteuses représentent la Russie à l’Eurovision 2003, avec Ne ver', ne boïsia, ne prosi (« Ne crois pas, n’aie pas peur, ne demande pas ») et finissent troisième du classement, sur 26 pays présents. En 2009, elles font une brève apparition à l'Eurovision de la même année, durant les demi-finales. Au printemps 2004, t.A.T.u. se sépare de son manager, Ivan Chapovalov.

### Pause musicale et reformation (2003–2004)
Le 26 septembre 2003, une compilation de remixes intitulée Remixes sort. En novembre 2003, le CD est publié en Russie, avec deux nouveaux morceaux et des vidéos, les deux nouvelles pistes étant Prostyïe dvijenia et Ne ver', ne boïsia. Les deux titres sont commercialisés en tant que singles, mais Prostyïe dvijenia n'est pas diffusé en Russie, en raison de la promotion pour Ne ver', ne boïsia au Concours de l'Eurovision de la chanson. Le DVD compilation intitulé Screaming for More est commercialisé le 24 novembre 2003, incluant des clips et des tournages dans les coulisses. Anatomy of t. A. T. u. est diffusé en Russie en décembre 2003. Le documentaire révèle que les deux chanteuses ne sont aucunement lesbiennes.
Au début de 2004, t.A.T.u. rompt son contrat avec Ivan Chapovalov et Neformat. Dans les mois précédant la scission, t.A.T.u. et Chapovalov sont filmés pour une émission de télé-réalité russe intitulée Podnebesnaya. Les jeunes filles déclarent que « la qualité de la musique produite était trop faible [et que] Chapovalov était seulement intéressé par la création de scandales ». Volkova précise : « [Ivan] passe son temps à imaginer des scandales, au lieu de planifier notre travail artistique. Je suis sûre que nos fans préfèrent entendre de nouvelles chansons et attendre de nouveaux albums que de nouveaux scandales. » Katina déclare ensuite : « Il nous a fait croire qu'on était lesbiennes parce que nous chantions juste pour les lesbiennes. Nous voulions que les gens les comprennent et ne les jugent pas. Qu'elles soient aussi libres que n'importe qui d'autre. »

### Lioudi invalidyetDangerous and Moving(2004–2006)

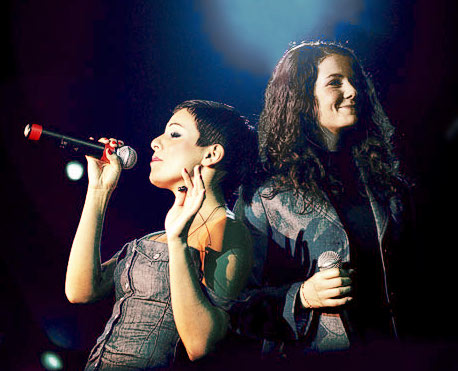
t.A.T.u. en octobre 2005.

Julia Volkova rejoint Lena Katina et le producteur Sergio Galoyan en studio. Le groupe est soutenu par son label : Universal Music International les aide à trouver des chansons adéquates pour la production d'un nouvel album. En août 2005, All About Us et Lioudi invalidy sont annoncés comme les premiers singles extraits des futurs albums en anglais et en russe. All About Us est un succès dans le monde entier. En 2005, l’album Люди Инвалиды (Lioudi invalidy, littéralement « Les gens invalides ») sort en Russie, en Europe de l’Est et en Allemagne, suivi de près par son équivalent anglais Dangerous and Moving, qui est mis en vente en Europe de l'Ouest, en Asie et en Amérique Latine.
Avec ce deuxième album, Lena Katina et Julia Volkova renouent avec le succès et avec leur public russe et d'Europe de l'Est puisque cet album est, dans plusieurs pays, certifié disque de platine. Malgré l’engouement pour les singles All About Us et Friend or Foe, Dangerous and Moving se vend moins bien en Europe de l'Ouest que 200km/h in the Wrong Lane et passe quasiment inaperçu dans certains pays. Des extraits de la chanson 30 Minutes sont utilisés dans le morceau de Lil Wayne Anne, présent sur l'album Tha Carter IV.
Le 17 avril 2006, t.A.T.u. participe encore à de la télé-réalité en Russie avec t.A.T.u. Expedition, diffusée sur la chaîne de télévision russe Muz musique. Cette émission montre l'enregistrement de la vidéo de leur troisième single, Gomenasai, publié en parallèle de la diffusion de l'émission.
Le 28 avril 2006, à Saint-Pétersbourg, en Russie, t.A.T.u. donne le coup d'envoi de sa tournée Dangerous and Moving. Le 30 août 2006, le site officiel annonce que le groupe se sépare de sa maison de disques, Universal/Interscope[réf. souhaitée].

### Waste Managementet annonce de séparation (2007–2011)

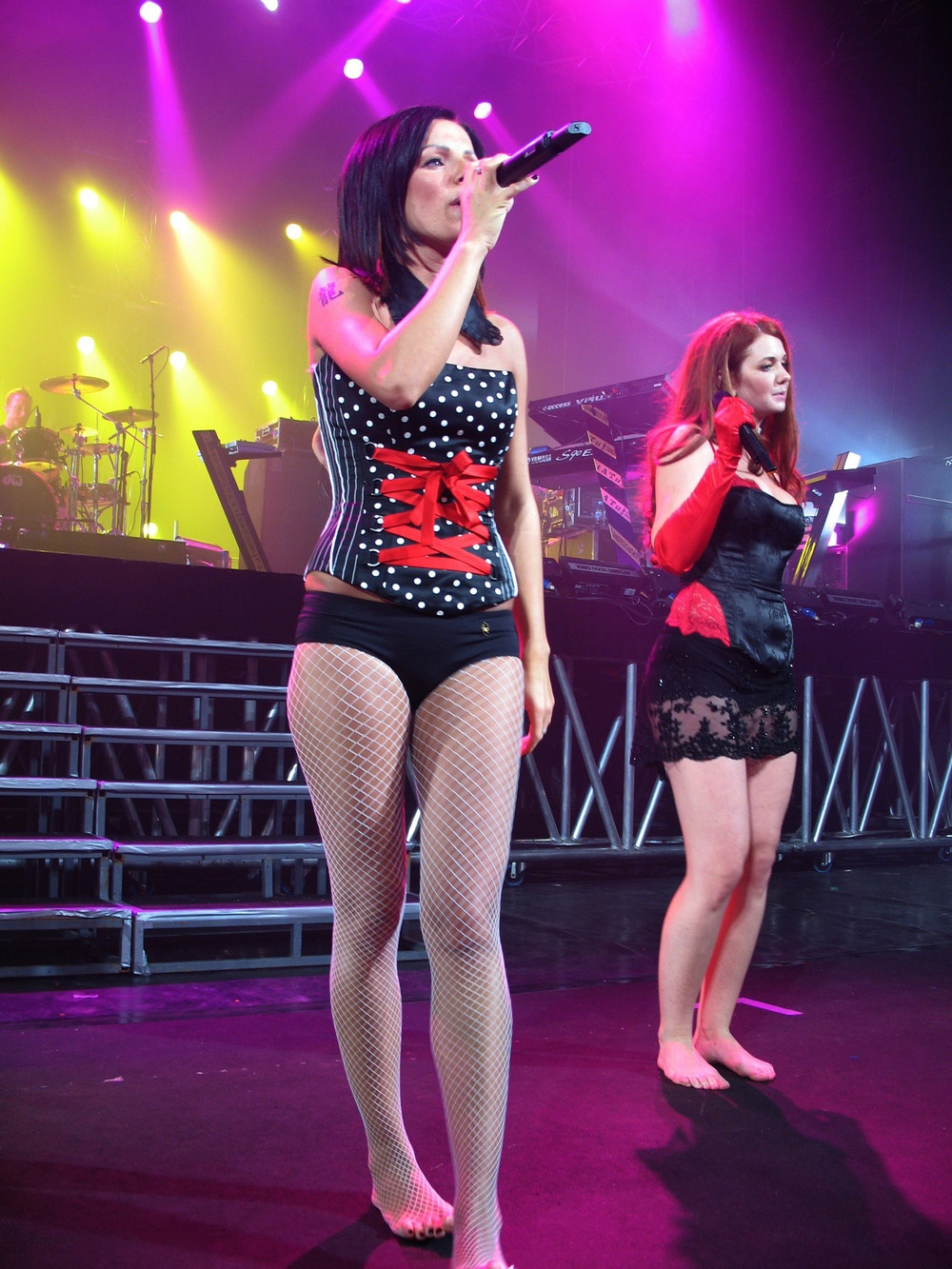
t.A.T.u en 2008.

Le 12 septembre 2007, le groupe sort le DVD concert Truth, première réalisation depuis sa rupture avec Universal. Fin 2007, Bely plachtchik, le premier single du prochain album en langue russe, est publié. Le projet est alors connu sous le nom de Upravleniye Otbrosami, ce qui se traduit par « Gestion des déchets ». Le deuxième single, 220, fait sa première à la radio en mai 2008, et le clip est publié sur la chaîne officielle YouTube de t.A.T.u. le 5 juin 2008. Bely plachtchik et 220 sont les premiers titres d'un premier EP intitulé Hyperion-Plate. Il est publié le 8 mai 2008. Afin de promouvoir cet EP et leur prochain album, le duo donne des spectacles en Russie, à Dubaï, en Italie, en Égypte et aux États-Unis.
Le 12 septembre, le troisième single de l'album, You and I, fait ses débuts à la radio.
Vessiolyïe oulybki, troisième album de t.A.T.u., sort le 21 octobre 2008 en Russie et en Europe de l’Est. Il est marqué par des collaborations avec des artistes connus et inconnus, tel Macha Maksakova, une jeune lycéenne de seize ans ayant écrit des textes utilisés pour la chanson Bely plachtchik, mais aussi Billy Steinberg, auteur de chansons pour Madonna et d’un titre précédent de t.A.T.u., (All About Us — de leur précédent album Dangerous and Moving — ou encore Sergueï Galoyan, Valeri Polienko, l’auteur des paroles de Ia sochla s ouma, Nas ne dogoniat et Obezyanka Nol. L’album international qui porte le nom de Waste Management sort le 15 décembre 2009 en Amérique latine. La majorité des chansons russes de Vessiolyïe oulybki ont pour pendant une version anglaise comme on peut l’entendre dans le film You and I, sorti le 3 février 2011 en Russie uniquement. Waste Management est aussi disponible en « version transcendante » (Waste Management Transcendent Version) dans laquelle les chansons sont reliées par des interludes instrumentaux inédits.
Le 29 mars 2011, les chanteuses annoncent la fin de leur collaboration et le début de leurs carrières solo respectives.

### Dernières activités (2012-2014)
Le 11 décembre 2012, pour promouvoir le dixième anniversaire de leur premier album 200 km/h in the Wrong Lane, Lena et Julia sont invitées dans l'émission The Voice en Roumanie, pour laquelle elles interprètent leurs deux succès internationaux All the Things She Said ainsi que All About Us. La promotion continue avec une succession de différents concerts en Russie, notamment au Kalina Bar mais c'est le 27 septembre 2013 que le groupe monte véritablement sur scène en donnant un concert au Stereo Plaza à Kiev en Ukraine.
En 2013, le groupe a vendu près de vingt millions d'exemplaires à travers le monde, faisant de t.A.T.u. le groupe le plus vendu dans l'histoire de la musique russe. Le groupe participe également à la cérémonie d'ouverture des jeux olympiques de Sotchi en 2014
Les deux chanteuses cessent de nouveau de collaborer en 2014.

## Discographie

### Autre
Le groupe a également enregistré des démos ainsi que d’autres morceaux figurant en B-side de singles ou sur des compilations :
- Белочка (Belotchka) (Démo de Lena - 1999)
- Югославия (Iougoslavia) (Démo de Lena - 1999)
- Простые движения (Prostyïe dvijenia) (Sortie également en clip - 2002)
- Не верь, не бойся, не проси (Ne ver', ne boïsia, ne prosi) (Eurovision, sortie également en clip - 2003, disponible sur l'album The Best)
- You (Démo de Lena - 2004)
- Всё нормально (Vsio normal’no) (Démo de Lena - 2004)
- I Know (Démo de Lena - 2004)
- All My Love (Démo de Lena - 2004)
- Я буду (Защищаться очками) (Ia boudou (Zachtchichtchatsia otchkami)) (Démo, sortie également en clip - 2004)
- Divine (Face B du single All About Us - 2005, disponible sur l’album « The Best »)
- Colors -  Headhunterz (Feat. t.A.T.u) - 2013

## Membres du groupe
Les deux chanteuses du groupe t.A.T.u. sont deux Moscovites : Elena Sergueïevna Katina, dite Lena, et Julia Olegovna Volkova. Depuis 2002, elles sont accompagnées de l'Allemand Sven Martin au piano, claviers et au synthétiseur ainsi que de l'Australien Troy MacCubbin à la guitare. En 2006, l'Américain Steve Wilson (à la batterie) et le Lituanien Domen Vajevec (à la basse) viennent s’ajouter au groupe.

## Film
- You and I
- Anatomie de t.A.T.u est un film documentaire réalisé par Vitaly Mansky, sorti en DVD en 2004, chronique de la vie du groupe pour leur tournée de promotion aux États-Unis.